# Иконопись
И́конопись, иконописа́ние, писа́ние ико́н — вид живописи, религиозной по темам и сюжетам, культовой по назначению. В отличие от стенописи и миниатюры, произведения иконописи — иконы — представляют собой отдельные живописные композиции, выполнявшиеся на деревянных досках, холсте, реже на металлических пластинах и других материалах, первоначально в технике энкаустики, позже — главным образом темперы (редко — мозаики), а позднее (в основном с XVIII века) — масляной живописи. Термин употребляется преимущественно для обозначения средневековой христианской (главным образом православной) культовой живописи.
В традиции восточного христианства и догмате об иконопочитании греческое слово εἰκών («изображение», «подобие», «образ») используется как общее наименование священных изображений (включая фресковую и прочую стенопись, мозаику, скульптуру), однако в качестве произведений иконописи обычно рассматривают изображения, написанные на отдельной поверхности («моленные образа»). Хотя по технике изготовления они могут быть похожи на станковую живопись, однако иконы, даже входящие в единый идейно-художественный комплекс с архитектурой, декоративно-прикладным искусством и включённые в ансамбль иконостаса, нельзя рассматривать как полностью станковые произведения.
Для традиционной иконописи «характерны особый художественный язык, техника и методы творчества».

## Определение
От иконописи принято отделять, с одной стороны, другие формы церковного изобразительного искусства: монументальную (настенную) живопись (фреску, мозаику и др.), книжную миниатюру, декоративно-прикладное искусство (например, чеканные, литые изображения и эмали, шитьё); с другой — живопись религиозного содержания, основанную на авторской интерпретации библейского сюжета и обращённую к чувственному переживанию зрителя (что присутствует и в иконе, однако не должно доминировать, подчиняясь традициям иконографии и мотивируя зрителя в первую очередь на молитву).
Под иконой в узком смысле слова понимается станковое самостоятельное произведение. Этим она отличается от других форм церковной живописи, больше зависимых от контекста (программы росписи храма, содержания книги, функции богослужебной утвари). Как правило икона исполняется на доске и может либо занимать постоянное место в доме или храме, либо выноситься для крестных ходов.
При рассмотрении иконы важнейшее значение имеют иконография и стиль. Под иконографией понимается состав изображения: сюжет, лица и их действия, предметы и окружение (в том числе изображаемые животные), композиционное решение. Для иконописи характерен определённый набор сюжетов с традиционными, легко узнаваемыми иконографиями (варьирующимися по времени, географии, конфессиям и школам). Иконография отличается сравнительным постоянством, но допускает иконографические изводы и варианты, с изменением в деталях. Не существует единого канонизированного иконописного стиля, однако под иконописью в узком смысле понимается, как правило, так называемый «средневековый» (или «традиционный») стиль со своими закономерностями, общими для различных его разновидностей.
Для средневековой иконописной манеры (в Новое время вытесняемой вначале на Западе, а затем и на Востоке академической) характерны следующие стилистические особенности:
- используется особая система изображения пространства — так называемая «обратная перспектива»: некоторые лица или предметы, изображённые на первом плане, по размерам могут быть значительно меньше тех, которые изображены за ними, чем подчёркивается их значимость; точка схода линий также может быть вывернута на передний план и вынесена за пределы изображения, как бы находясь внутри зрителя.
- в изображении могут сочетаться события, происходившие в различное время и в разных местах, или один и тот же персонаж изображён несколько раз в разных моментах действия.
- все персонажи изображаются в определённых позах и одеждах, принятых иконографической традицией, святость изображённых людей и ангелов подчёркивается сиянием вокруг их голов — нимбами.
- нет определённого источника освещения (светоносно всё изображение), отсутствуют падающие тени, а светотеневая моделировка объёмов уплощена или сведена на нет, при этом объём может создаваться с помощью особой штриховки или тона.
- стилизуются пропорции человеческого тела (удлиняются или укорачиваются), складки одежд, форма горок, архитектуры
- используется особая символика цвета, света, жестов, атрибутов.

Считается, что совокупность изобразительных приёмов, свойственных традиционной иконописи, образует особую знаковую систему (язык), манифестируемую иконой как текстом (в семиотическом значении этого слова). Следует, однако, иметь в виду, что ни одна из перечисленных особенностей не является универсальным правилом для иконописи, а некоторые полностью ставятся искусствоведами под сомнение.

## Икона
Ико́на (ср.-греч. εἰκόνα от др.-греч. εἰκών «образ», «изображение») в широком смысле — изображение Иисуса Христа, богоматери, святых, сцен из Священного Писания, которому церковь приписывает священный характер. В христианстве (главным образом, в православии, католицизме и древневосточных православных церквях) изображение лиц или событий священной или церковной истории, является предметом почитания, которое у православных и католиков закреплено догматом Седьмого Вселенского собора 787 года.
В узком смысле — произведение специфического вида средневекового искусства — иконописи — имеющее культовое назначение. Культ икон зародился во II столетии и расцвёл в IV веке; древнейшие сохранившиеся иконы относятся к VI веку. Иконы в отличие от отвергавшихся христианством идолов, рассматривались церковью не как тождественное божеству изображение, а как таинственно связанный с ним символ, позволявший духовно приобщиться к «оригиналу» (архетипу), то есть проникнуть в мир сверхъестественного через материальный предмет.
Иконы встречаются не только в христианстве, но и в других религиях (например, в ламаизме).

## История иконописи
Образ появился в христианском искусстве изначально. Создание первых икон предание относит к апостольским временам и связывают с именем евангелиста Луки. Древнейшие из дошедших до нас икон (не считая фресковой росписи в катакомбах) относятся к VI веку и выполнены в технике энкаустики на деревянной основе, что роднит их с египетским искусством (так называемые «фаюмские портреты»).
Трулльский (или Пято-Шестой) Собор запрещает символические изображения Спасителя, предписывая изображать Его только «по человеческому естеству».
В VIII веке христианская Церковь столкнулась с ересью иконоборчества, идеология которой возобладала полностью в государственной, церковной и культурной жизни. Иконы продолжили создаваться в провинциях, вдали от императорского и церковного надзора. Выработка адекватного ответа иконоборцам, принятие догмата иконопочитания на Седьмом Вселенском соборе (787 год) принесли более глубокое понимание иконы, подведя серьёзные богословские основы, связав богословие образа с христологическими догматами.

## Техника иконописи
Материалы, используемые в иконописи, могут иметь растительное (доска), минеральное (пигменты красок) и животное (яичная основа темперы, рыбный или мездровый клей) происхождение.
На деревянную основу с выбранным углублением — «ковчегом» (или без него) наклеивается ткань — «паволока». Далее наносится меловой или алебастровый грунт — «левкас». Первый этап непосредственно живописной работы — «роскрышь» — прокладка основных тонов. В качестве краски используется яичная темпера на натуральных пигментах. Процесс работы над ликом завершает наложение «движков» — светлых точек, пятен и черт в наиболее напряжённых участках изображения. На заключительной стадии следует роспись одежд, волос и прочих необходимых деталей изображения творёным золотом, либо производится золочение на ассист. По завершении всех работ икона покрывается защитным слоем — натуральной олифой.

## Русская иконопись
Русская иконопись — христианское, церковное изобразительное искусство Древней Руси, начало которому было положено в конце X века Крещением Руси. Являлась центральной частью древнерусской культуры вплоть до конца XVII века, когда в петровскую эпоху была потеснена новыми светскими видами искусства.

## Комментарии
1. ↑  
  - Вариант произношения данного слова с ударением на второй слог указан в «Православной энциклопедии».
  - «Орфоэпический словарь русского языка. Произношение, ударение, грамматические формы» под редакцией Р. И. Аванесова не рекомендует ударение на второй слог.
  - «Орфоэпический словарь русского языка» И. Л. Резниченко, «Русское словесное ударение. Словарь» М. В. Зарва запрещают ударение на второй слог.